# Distretto di Bir el-Ater
Il distretto di Bir el-Ater è un distretto della provincia di Tébessa, in Algeria, con capoluogo Bir el-Ater.